# 骨酒
骨酒（こつざけ）は、日本料理で、日本酒の飲み方のひとつ。
鯛や甘鯛などの焼き魚で肉をとったあとの骨や鰭（ひれ）などをふたたび火にかけてあぶり、少し焦がしてコップなどに入れ、熱燗の酒をこれにそそぐことで日本酒に独特の香味を付けて味わうことができる。魚介類の可食部以外で酒に味を付けるという意味ではフグや鯛などのひれ酒、カニの甲羅酒なども同様であるといえる。
岐阜県など中部地方では焼いた魚をそのまま燗酒に浸して賞味する。使うのはイワナ、アユなどの川魚。一種スープのような味わいで、口当たりが良い。魚を焼く時に塩をふり、骨酒に若干の塩味をつけて飲むことが多い。魚介類の可食部で酒に味をつけるという意味ではイカ徳利なども同様であるといえる。
金沢では、炙った鯛や岩魚を丸のまま九谷焼の大鉢に入れて熱燗を注いで火をつけてアルコール分を飛ばし、青竹の箸で魚をおさえながら皆で回し飲みをし、二回りめで箸で身をほぐして酒の味を変えたのちまた回し飲みするという骨酒の楽しみ方がある。
焼き魚をそのまま使用する場合は一尾で2 - 3合の酒に風味を付けることができる。使用済みの魚は通常の焼き魚と同様に、醤油・塩などで好みの味付けを施し、食すことができる。